# Slakken in de geneeskunde

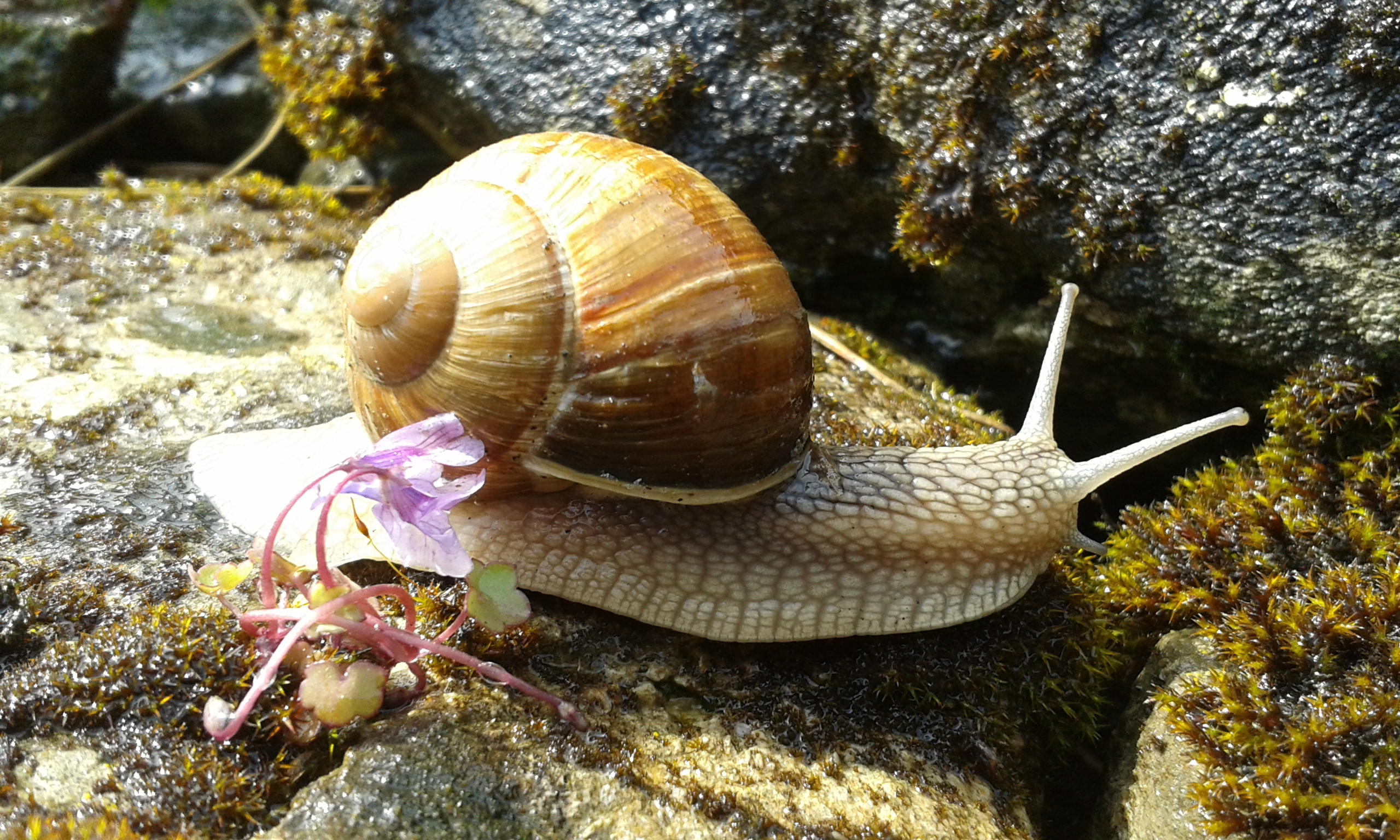
De slak speelt van oudsher een belangrijke rol in de geneeskunde.

Slakken (gastropoda) behoren vanwege hun helende eigenschappen sinds mensheugenis tot de farmacopee in de geneeskunde. Het gaat hierbij voornamelijk om het slakkenslijm van de wijngaard- en segrijnslak. Maar ook andere tuinslakken, Afrikaanse reuzenslakken (in het bijzonder de achatina fulica) en naaktslakken worden van oudsher voor farmaceutische en cosmetische doeleinden gebruikt.
In de 20e eeuw is de commercie met het imago van de helende slak aan de haal gegaan door de verkoop van huidcrèmes, hoestdrankjes en therapeutische behandelingen. Toch is er nog veel onduidelijkheid over de exacte farmaceutische eigenschappen van de diverse stoffen in de slak. Wetenschappelijk onderzoek daarover in de geneeskunde en cosmetica is dan ook nog altijd gaande. Zo worden slakken onder andere in oncologisch onderzoek gebruikt en zijn zeeslakken van de kegelslakkenfamilie (Conidae) vanwege hun natuurlijke gif onderwerp van onderzoek en ontwikkeling voor de vervaardiging van nieuwe pijnstillers.

## Geschiedenis

### Klassieke oudheid

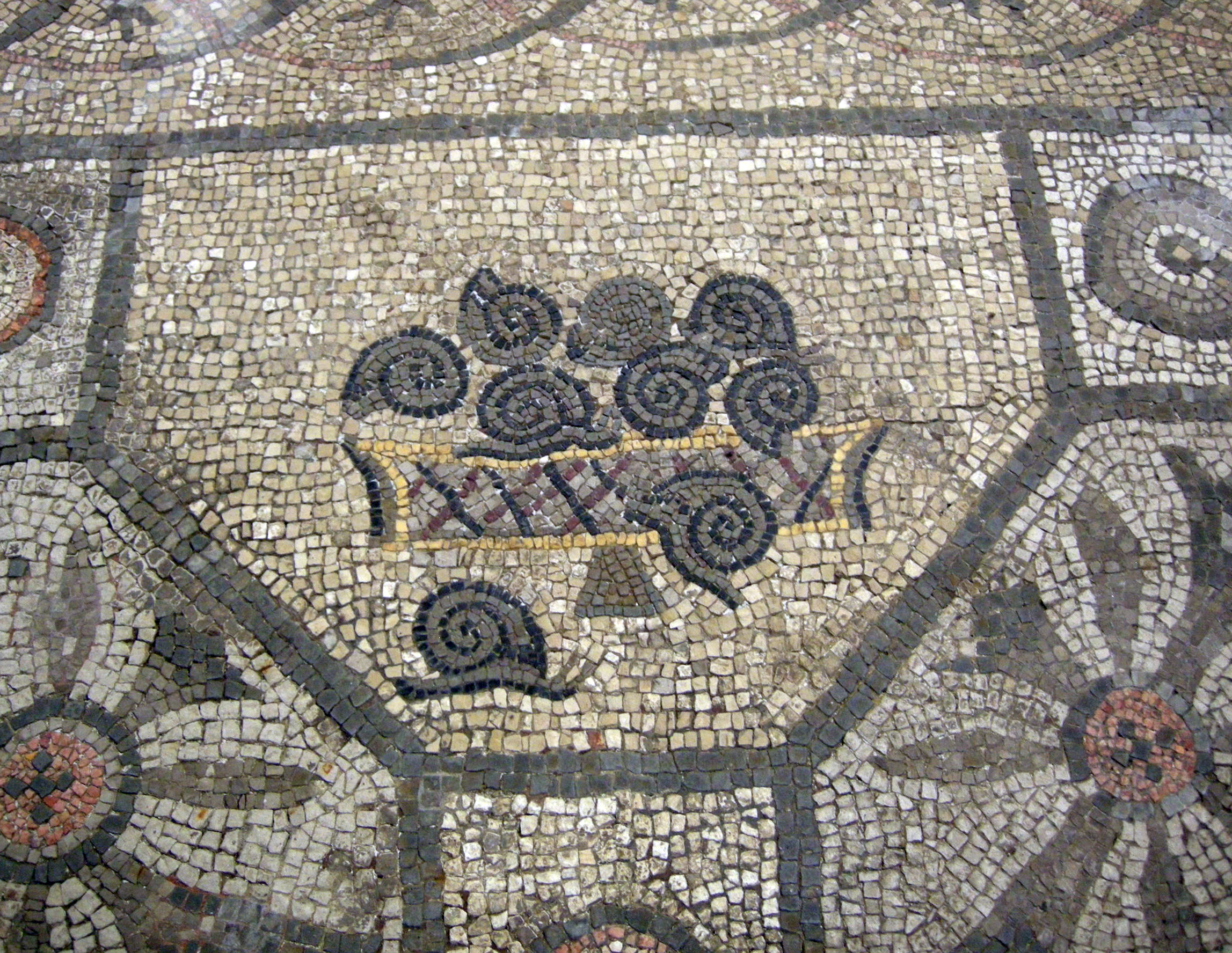
Een mozaïek van een mand slakken uit de 4e eeuw in de Basiliek van Aquileia

Reeds in de oudheid werd de tuinslak therapeutische eigenschappen toegedicht en in de geneeskunde gebruikt. Ze werden onder meer geassocieerd met vrouwelijkheid en vruchtbaarheid en hun geneeskrachtige eigenschappen werden gebruikt om daaraan gerelateerde ziekten te behandelen.
Hippocrates stelde slakkenslijm voor tegen protocellose.
Aulus Cornelius Celsus, auteur van De Medicina (1e eeuw na Christus), wat beschouwd wordt als de oudstbekende farmacopee, beschreef de slak als medicijn in diverse vormen. Aan vrouwen met hysterie schreef hij een substantie voor dat bestond uit slakken die met huis en al verbrand en verpoederd en met honing vermengd was. Als verzachtende crème schreef hij gekookte slak voor. Slakken verplet met hun huisje zouden als bloedstoller fungeren.
Plinius schreef dat huisjesslakken de snelheid van de bevalling verhoogt. Tot pulp vermalen zou het een prima middel zijn om pijn bij brandwonden, abcessen en andere wonden te bestrijden. Slakken werden aangeraden bij neusbloedingen en maagpijn, en diverse andere pathologische aandoeningen. Vrouwelijke scrofulose zou genezen kunnen worden met oude gedroogde en gepelde slakken. Aan patiënten met maagpijn werd gekookte en boven een kolenvuur gegrilde slakken voorgeschreven, die met wijn moest worden gegeten. Slakken uit Afrika zouden hiervoor het beste zijn, maar ze moesten wel in een oneven aantal worden bereid. Slakken drinken zou goed zijn bij bloed spugen. Slakken eten werd voorts voorgeschreven aan personen die leden aan hoogtevrees, flauwvallen en krankzinnigheid. Hiervoor moesten de slakken in de schelp worden geplet en met wijn worden verwarmd worden. Plinius merkte overigens ook op dat sommige slakkenmiddelen misschien lachwekkend waren, maar toch niet genegeerd konden worden omdat ze door derden waren aanbevolen. Dus schreef hij dat de behandeling waarbij pijlen uit het lichaam gedreven werden bevorderd kon worden door het uitwendig aanbrengen van een rat, doormidden gesneden hagedis, of geplette huisjesslakken of naaktslakken op boombladeren. Slakkenuitwerpselen vermengd met wijn en olie zouden als afrodisiacum werken.
Galenus raadde slakken aan tegen hydrops fetalis. Voorts bestond in de antieke oudheid het idee dat de slak instinctieve kennis heeft van sommige remedies: Zo zou volgens Ambrosius een slak, wanneer hij slangendarmen eet en het binnendringen van gif voelt, zichzelf genezen met oregano. En zou een slak, wanneer het in een moeras terechtgekomen was, in staat zijn het juiste tegengif te vinden en zou het de kracht van reddende kruiden kennen.

### Middeleeuwen

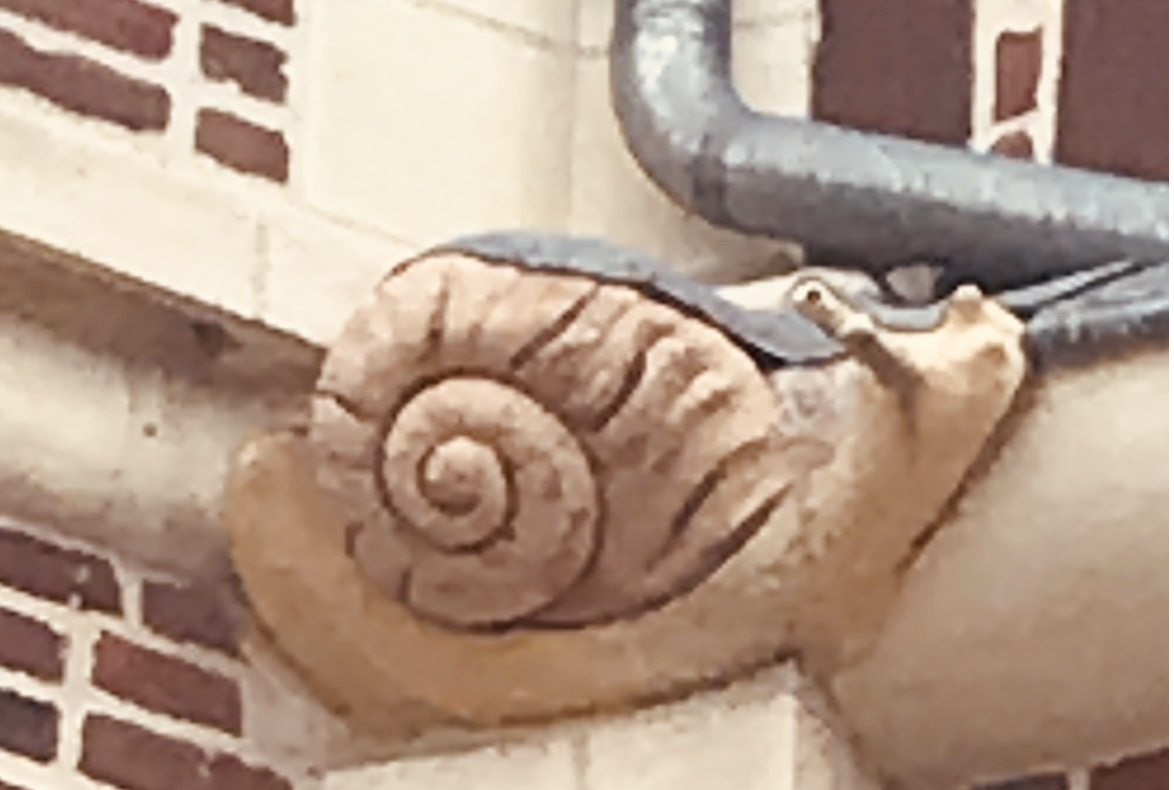
De slak in de gevel van Dieu-Lumière, een apotheek in Reims.

In de christelijke Middeleeuwen werden levende wezens in twee categorieën verdeeld: zij die aan God en zij die aan de duivel toebehoorden. Het geval van de slak was onduidelijk: enerzijds werd de slak vergeleken met een worm dat uit rot voortkomt, wat een symbool van luiheid en lafheid zou zijn; aan de andere kant was het een symbool van vernieuwing, van wedergeboorte omdat het elke lente weer uit de aarde tevoorschijn komt, wat geassocieerd werd met het verstrijken van de tijd. Ondanks deze dubbelzinnige representatie maakte de slak deel uit van de middeleeuwse farmacopee.
De Benedictijnse abdis Hildegard van Bingen schrijft in haar Liber divinorum operum dat de koude aard van de slak hem in staat stelt het brandende gevoel van infecties te verminderen: als iemand door ongedierte verteerd werd, zou men slakkenhuizen verpoederen en dit poeder op de plaats van de wormen moeten aanbrengen. De wormen zouden volgens haar sterven en de patiënt zou genezen.
Min of meer in dezelfde periode meende men dat dieren de mens in remedies voorzagen, maar dat ze tevens als voorbeeld dienden hoe remedies toe te passen. Zo zouden apothekers van de slak geleerd hebben hoe pillen gemaakt moeten worden: de gewoonte van naaktslakken die zich tot een bal zouden vormen bij een zonne-eclips en zich daarbij in de aarde te wentelen, zou als voorbeeld dienen voor het maken van pillen. Dit gold voor zowel de vorm als de wijze van bescherming: de pillen werden net als de slakken voorzien van een omhulsel van een vaste stof waarmee ze in bronzen kisten bewaard werden.

### 18e eeuw
Ambroise Paré beval aan om slakken te consumeren tegen miltvuur.
Robert Boyle raadde in zijn Medical experiments (1712) aan om roodachtige, of ten minste zwartachtige naaktslakken tot een pasta te pletten en dit aan te brengen op wratten op vingers.
In Aristotle’s compleat and experienc’d midwife (1730) suggereerde William Salmon vrouwen die leden aan een baarmoederverzakking, een rookbehandeling op basis van slakkenvellen.

#### Slakkenwater

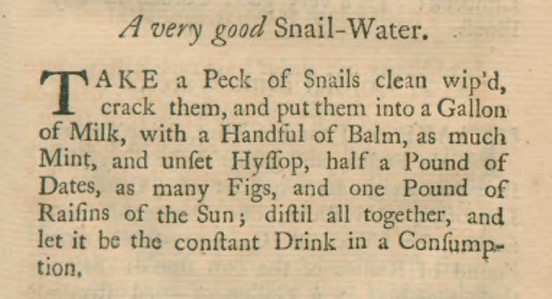
Slakkenwater-recept uit 1728 in een receptenboek "voor gebruik door goede echtgenotes, zachtmoedige moeders en voorzichtige zusters".

Het met huis en al geplette rauwe slak was een door de eeuwen heen vaak gebruikte middel tegen diverse kwalen. De in de 18e-eeuwse farmaceutische literatuur verschenen 'slakkenwater' is hiervan een uitloper. Ook dan zou het een remedie zijn tegen diverse aandoeningen, zoals wondinfecties, toevallen en stuiptrekkingen. In Mary Kettilby's handboek (1728) en een decennium later in de Farmacope (1738) van Nicolas Lémery worden recepten voor slakkenwater gegeven.
Voor de vervaardiging van slakkenwater (Frans: l'eau de limaçons) schreef laatstgenoemde dat de slakken in hun schelp gewassen en met een marmeren vijzel geplet moesten worden. De puree zou dan in een grote glazen pot gedaan worden, die op bain-marie gezet werd en waaraan verse ezelsmelk toegevoegd zou worden. Het geheel moest dan met een houten spatel goed gemengd worden, waarna het twaalf uur zou rusten om te gisten, alvorens het te destilleren. Het gedistilleerde water zou dan enkele dagen in een glazen fles aan de zon blootgesteld worden, en daarna in de fles bewaard. Het verkregen slakkenwater zou een verfrissende bevochtiger zijn, nuttig tegen geïrriteerde huid, en kon worden gebruikt om het gezicht te wassen. Het zou ook inwendig nuttig zijn tegen bloeduitspattingen die met tuberculosis gepaard gaan, alsook tegen glomerulonefritis. De dosering zou tussen de honderd en zeshonderd gram liggen.
Getuige overgeleverde handgeschreven recepten, was slakkenwater een wijdverspreid middel die men thuis voorbereidde. Toch gaf Kettilby in haar handboek ook het recept voor een siroop voor mensen met slepende aandoeningen zoals tuberculosis, waarvan zij claimde dat het zelfs effectiever was dan slakkenwater: Deze werd gemaakt van huisjesslakken, die wederom met huis en al geplet moesten worden. De pasta werd vermengd met suiker en in een filterzak gehangen tot alle suiker gesmolten en uit de zak gelekt was. De patiënt moest twaalf lepels innemen wanneer hij de hoest voelde opkomen.

### 19e eeuw

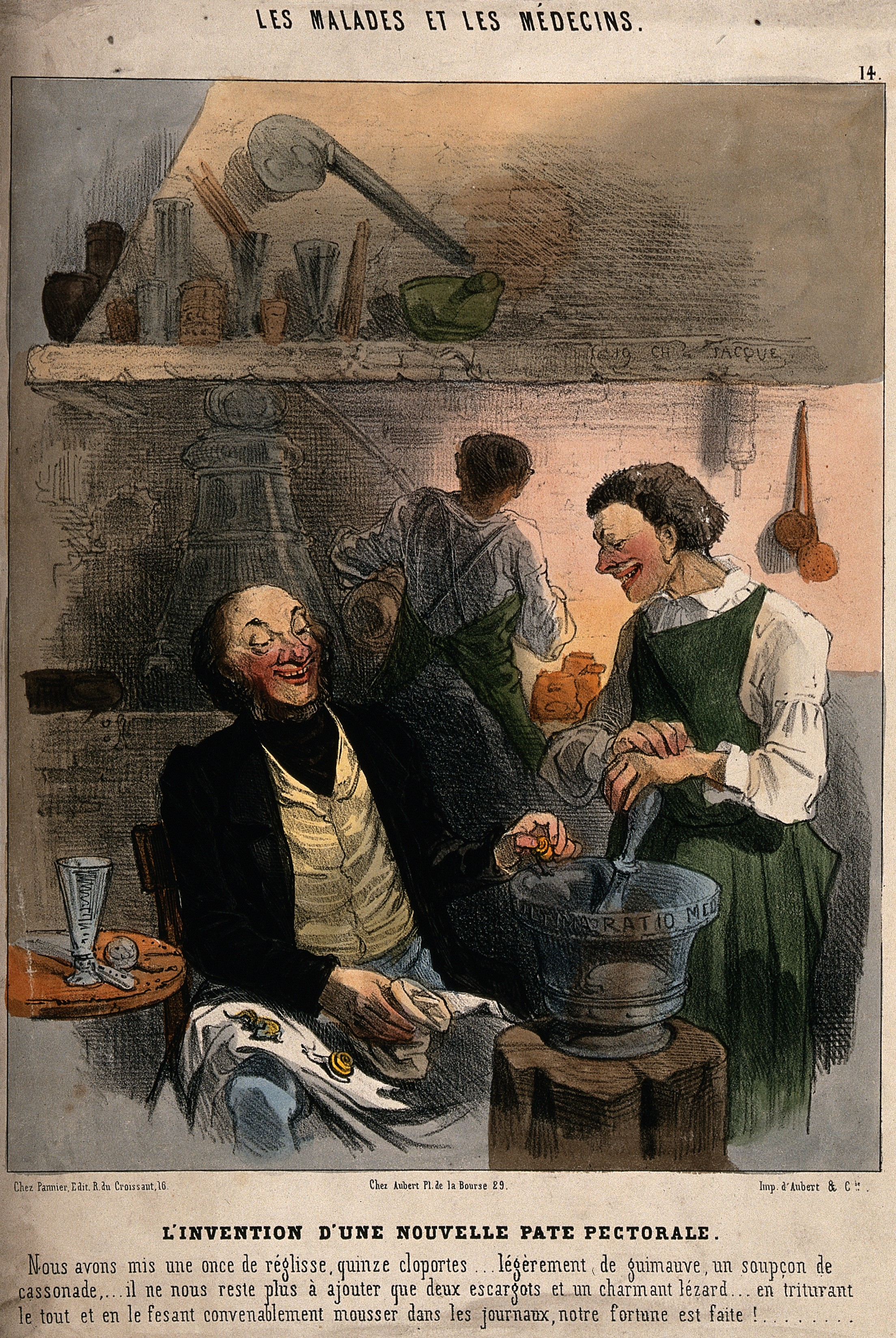
Karikatuur uit 1844 waarin een nieuwe hoestcrème wordt vervaardigd. Een van de vele ingrediënten is de slak.

In de 19e eeuw ontstond een hernieuwde belangstelling voor het farmaceutisch en medisch gebruik van slakken. Dit blijkt in het bijzonder uit het werk van George Tarenne, die in 1808 een boek publiceerde over slakken en hun vermogen om hernia's te genezen. Hij vermoedde dat de samentrekkende of adstringerende kracht, en het herstellende vermogen van slakkenwater hernia-openingen deed dichten. Zijn bevindingen zou echter niet beklijven in de medische wereld.
In 1817 vermeldde het Nouveau Dictionnaire d'Histoire Naturelle nog maar eens officieel dat slakken voor geneeskundige doeleinden gebruikt konden worden. Met name slakkenbouillon zou goed zijn ter bestrijding van long- en keelaandoeningen. Ook zouden vrouwen zich ermee insmeren om het huid glad en glanzend te houden.
In deze periode werden slakken in rozenkransen geregen en als winkelbord bij de ingang van apotheken opgehangen.
Oscar Figuier (1840) schreef dat slakken een dierlijk slijm bevatten, die, ondanks de relatieve onbekendheid van de chemische samenstelling, door enkelen met vertrouwen gebruikt werd tegen borstziekten. Soms zou zelfs rauwe slakken voorgeschreven worden, hoewel dat volgens Figuier walgelijk zou zijn. Hij gaf ook aan dat verschillende artsen therapeutische ervaring hadden met slakken: Chréstien, Pourché, Legrand, Simon en Flin gebruikten allen slakkenmiddelen tegen tuberculose. Figuiers boek zou diverse nuttige farmaceutische formuleringen voor slakkenmiddelen voorschrijven in de vorm van slakken, suiker, tabletten, siroop, slakkenpasta en slakkenchocolade. Deze formuleringen werden voorgeschreven bij hardnekkige verkoudheden, tuberculose, acute en chronische borstkwalen en darmirritaties. Slakkenzalf was alleen bestemd voor uitwendig gebruik om kloofjes en zweren te behandelen.

In 1874 schreef Dr. Reynes dat een patiënt die het laatste stadium van marasmus heeft bereikt makkelijk enkele tientallen rauwe slakken kan verteren, zelfs al kan zijn verzwakte maag nauwelijks nog ezelsmelk verdragen.

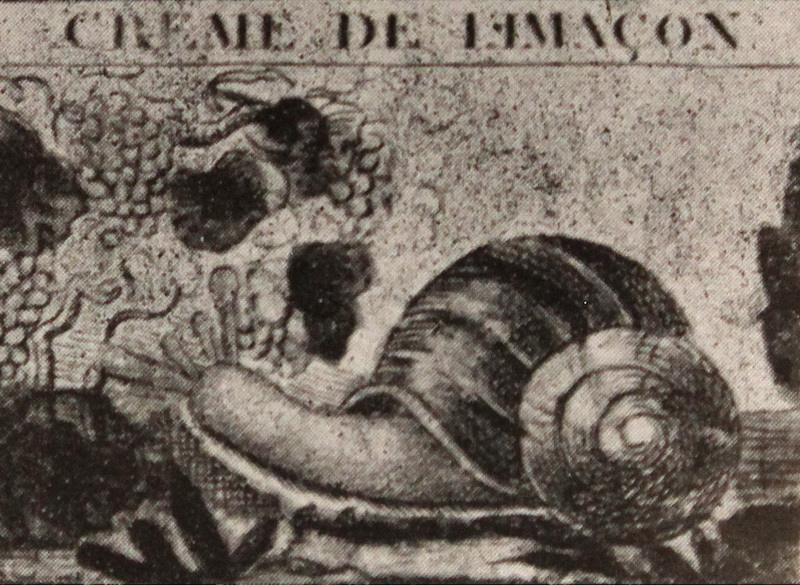
Etiket van een negentiende-eeuws potje slakkencrème.

In Dorvault, een farmaceutisch naslagwerk uit 1877, werd verschillende slakkenproducten vermeld: slakkenpasta met ezelsmelk, Quelquejeu-slakkenpasta, Figuier of de Mure-slakkenpasta, Figuier of de Mure-slakkenstroop, Figuier-slakkenpasta, en Baron-Barthelemy-slakkenpasta.

#### Helicine
Figuier was de eerste die helicine, de meest kenmerkende geneeskundige bestanddeel van de slak, afzonderlijk beschreef: het was de doorzichtige gele olie met zwavelachtige geur dat verkregen kon worden door de slak met ether te behandelen. Het werd vooral uit de Helix pomatia gehaald, maar kon ook aan andere grote slakkensoorten onttrokken kon worden.
Baron-Barthelemy, een apotheker in Beziers, was mogelijk de eerste in de geneeskundige geschiedenis van de slak die een analytisch rapport publiceerde over de therapeutische eigenschappen van helicine. Hij vulde deze analyse aan met farmaceutische recepten op basis van helicine die waren goedgekeurd voor de Wereldtentoonstelling van 1855. Hij haalde ook farmacoloog Barbier aan die geobserveerd zou hebben dat bij langzame ontsteking van longen, slakkenmiddelen soms ziekelijke activiteiten hebben verminderd, de progressie ervan hebben gestopt, en ten slotte de ziekte hebben vernietigd. Baron-Barthelemy somde de talrijke indicaties van deze slakkenmiddelen op: Ze zijn met succes gebruikt tegen de meeste ontstekingen, en vooral tegen verkoudheid en hoest, bronchitis, catarre, astma, verschillende soorten hemoptoë, tonsilitis, faryngitis, heesheid, keelpijn, griep, kroep, kinkhoest, nerveuze hoest bij kinderen, longaandoeningen zoals longontsteking en longthisis, maag- en darmkrampen, gastritis, hoofdpijn ten gevolge van maagaandoeningen, hoest die gepaard gaat met huidinfectieziektes zoals de mazelen, roodvonk, pokken, erysipelas, enzovoort, langdurige ziekten met irritatie en verzwakking, en sommige huidziekten. Zangers zouden slakkenmiddelen als zeer actieve hulpmiddelen tegen stemveranderingen beschouwen.
Hetzelfde jaar nog voegt Baron-Barthelemy aan het eerste verslag een tweede toe met getuigenissen van artsen en patiënten betreffende de effectiviteit van deze middelen. In Dorvault noemt Chréstien de slakkenpasta van de Franse firma Mure (Pont-Saint-Esprit, Gard), en dat hij in zijn lange carrière geen doeltreffender middel gevonden had dan slakken tegen irritaties van de borstkas.
In dezelfde tijd vermeldde het Bouchardat-formularium, een ander naslagwerk uit die tijd, de slakkenpasta van Figuier en slakken van Chréstien. Het Franse Dictionnaire Encyclopédique des Sciences Médicales (1886) beschrijft dit therapeutisch gebruik van helixsoorten en meldde ook dat men toen nog steeds een saccharum maakte op basis van Littorina littorea, een zeeslak die voorheen verwant was aan de Helix-familie.
In 1862 verschijnt Eléments de Zoölogie Médicale, een naslagwerk van Moquin-Tandon over de baten van dieren in de geneeskunde. Uit dit encyclopedische werk kan worden opgemaakt dat slak in de geneeskunde in het algemeen en de negentiende-eeuwse ontwikkelingen daartoe een vaste plek in de Franse farmacopee hebben.

### Vroege 20e eeuw
Zowel de 1945 editie van Dorvault, waarin een hele paragraaf aan slakken wordt gewijd, en diverse wetenschappelijke artikelen over de slak in de geneeskunde, toonden dat het therapeutisch gebruik van slakken in de twintigste eeuw nog steeds in de belangstelling stond.

#### Helicidine
In Frankrijk stelde Quevauviller in 1953 een uitputtend overzicht op van de therapeutische eigenschappen van slakken en verwees naar het gebruik van slakkensiroop door patiënten met chronische bronchitis in de jaren twintig. De auteur benadrukte dat hoewel niemand er nog aan zou denken een dergelijke therapie voor tuberculose te gebruiken, onderzoek aantoonde dat verschillende Helix pomatia-gebaseerde formuleringen door krampstillende en oplossende eigenschappen kalmerende effecten hadden ten aanzien van kinkhoest en chronische bronchitis.
In dit werk wordt voor het eerst de bereiding van het product beschreven: Quevauviller meende dat er toen verschillende slijmextracten bestonden (helicidine, pertussidine, pomaticine) die alleen in vervaardigingswijze van elkaar verschillen. Meestal zou men de slakken met één gewichtsprocent natriumchloride weken. Het slijm werd dan verzameld, bezonken, gefilterd, geconcentreerd en vervolgens gedroogd volgens verschillende procedures, hetzij bij lage temperatuur onder vacuümverdamping, hetzij vriesgedroogd of sproeigedroogd. De resulterende oplossingen zouden dan aseptisch in steriele flacons worden bewaard na filtratie door specifieke filters, of door toevoeging van antiseptische stoffen, waarvan glycerine de meestgebruikte was. De verschillende chemische bestanddelen van Helix konden ook worden geanalyseerd met behulp van enzymprocedures, waardoor meer dan dertig enzymen in het spijsverteringsklier en verschillende enzymen in de alvleesklier, de spier en de lymfevloeistof, konden worden geïdentificeerd.
Ook heeft Quevauviller de in-vitro mucolytische activiteit van H.pomatia-slijm bekeken: de remmende werking van deze slijm op Brolet- en Gaugon-bacteriën en krampverminderende effecten op de ademhalingswegen bleken alleen bij hoge doses - ver boven therapeutische doses - waarneembaar te zijn. Quevauviller concludeerde dan ook deze musculotrope werking niet de sedatie verklaart die volgt op kinkhoestaanvallen en was het volgens hem waarschijnlijker dat de eerder beschreven mucolytische en bacteriolytische eigenschappen verantwoordelijk waren voor de sedatie.

### 20e eeuw, na WOII
Diverse slakkenremedies en -recepten blijken van de oudheid tot en met zelfs de opkomst van moderne biogeneeskunde bestaan te hebben. Hoewel vroeg twintigste-eeuwse antiquarische obsessie met alles wat vreemd en grotesk is misschien niet past in een moderne academische benadering, tonen mondelinge getuigenissen van vooral mensen op het platteland uit die tijd, dat de overleving van deze recepten niet zonder reden was. In diverse opzichten blijken deze verslagen de enige overblijfselen van verleden medische tradities. In de jaren zeventig was een onderzoek naar kruidenremedies die nog steeds in gebruik waren op het platteland van Wales en die duidden op langdurig familiegebruik. In veel gevallen blijken de gevonden recepten en ingrediënten terug te vinden in vroegmoderne literatuur, zoals in voorgaande paragraaf besproken.
Uit dit onderzoek in Wales bleek dat het in de vroegmoderne periode gebruikelijk was slakken te gebruiken als ingrediënt in recepten om oogaandoeningen te behandelen. Hiertoe werd het diertje aan een speld gespietst, waarna het sap in het oog van de patiënt werd gedruppeld. Een ander recept die generaties lang gebruikt werd was die waarbij twaalf zwarte naaktslakken werden gevild, waarna ze met suiker besprenkeld een nacht lieten rusten, om deze de volgende dag op te eten.

## Heilzame eigenschappen van de slak
Dat slakkenvlees gezond is algemeen bekend. Mits het op gezonde wijze geprepareerd wordt is escargot een groot concurrent van vlees, gevogelte en zelfs vis, door de combinatie van veel proteïnen, vitaminen, mineralen en lage vetgehalte, die tezamen de mens bijna geheel in zijn dagelijkse behoefte voorziet.
Slakkenvlees blijkt ook een positief effect te hebben op de levensverwachting van de mens. Uit vergelijkend onderzoek waarin mensen die veel slakken op hun dieet hebben vergeleken werden met mensen die geen slakken eten, bleek dat op Kreta twintig keer minder sterfgevallen in verband met hart- en vaatziekten waren dan in de VS. Een van de verklaringen is dat Kretenzers grote hoeveelheden - veelal zelf in de natuur verzamelde - slakken eten. Analyses wijzen uit dat deze slakken anders zijn dan andere: ze zijn rijk aan een vetzuur afkomstig van de natuurlijke kruiden die ze eten. De bekendste hiervan is postelein. In feite gaat het om alfalinoleenzuur, waarvan is gemeld dat het een beschermend effect heeft tegen hart- en vaatziekten. studies uit 2001 toonden voorts aan dat alfalinoleenzuur ventrikelfibrillatie voorkomt en de aggregatie van bloedplaatjes vermindert.

## Onderzoek en ontwikkeling

### Bronchitis
In 1999 werd aangetoond dat het ontspannende effect van helicidine op longen verband hield met het vrijkomen van E2 prostaglandinen en werd geremd door voorbehandeling met indomethacine, een cyclo-oxygenase remmer. De conclusie was dat het effect van H.pomatia-extract op de luchtpijp gedeeltelijk verband houdt met het vrijkomen van een relaxerende prostanoïde, E2 prostaglandine, maar dat de cellulaire oorsprong daarvan in de longblaasjes nog moet worden vastgesteld.

### Chirurgische lijm
Anno 2003 is onderzoek gaande naar een nieuw type medische lijm, geïnspireerd op slakkenslijm. Het slakkenslijm wordt in deze context gezien als een dunne netwerk van polymeren, dat vast noch vloeibaar is. Het chemisch proces waarbij de slak dit product in een krachtige lijm omzet wordt hierbij onderzocht. Vooralsnog is duidelijk dat zink-, calcium-, ijzer-, en koperionen bijdragen aan het maken van sterke verbindingen tussen deze polymeren, hetgeen tot versterking van het gel leidt.
Een dergelijke lijm heeft het potentieel een sterke verbetering van de huidige chirurgische lijm te zijn, die kwetsbaar is voor lichaamsvloeistoffen. De bestaande chirurgische lijm is geschikt voor vrij rechte, zuivere en ondiepe sneden. Het slakkenslijm met zijn flexibele consistentie kan echter aan natte oppervlakken hechten, wat een betere genezing en gebruik voor een grotere verscheidenheid aan wonden mogelijk maakt, en waar geen naald en draad meer nodig zou zijn.

### Pijnstillers

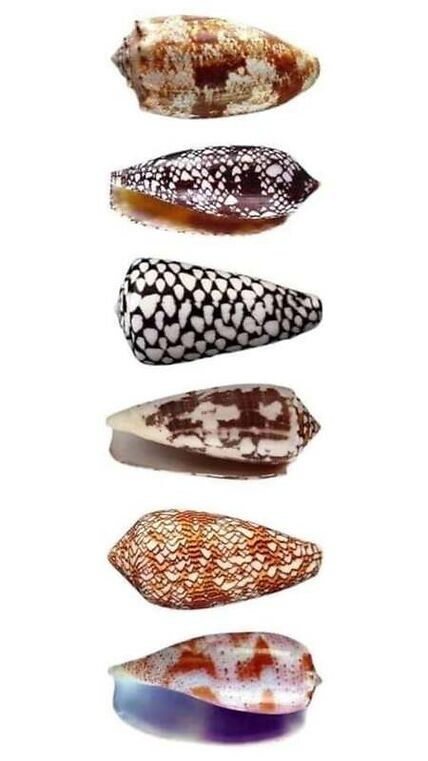
De Conidae kegelslakkenfamilie, waarvan het gif de basis is van een nieuwe generatie pijnstillers in ontwikkeling.

In de jaren tachtig onderzochten onderzoekers van de Universiteit van Utah neurotoxinen afkomstig van zeeslakken. Zeeslakken bouwen namelijk een neuro-musculaire blokkade op bij het vangen van prooi of ter verdediging tegen roofdieren. In dit slakkengif zit ziconotide, een synthetisch peptide, dat sinds 1999 door de Amerikaanse FDA wordt onderzocht. Preklinische en klinische studies van dit nieuwe geneesmiddel wijzen op sterke verdovende effecten. Tijdens gecontroleerde klinische proeven verminderde ziconotide de pijnintensiteit met 53% (vergeleken met 18% voor het placebo), zelfs bij patiënten die ongevoelig waren voor morfine. In 2000 werd een nieuw neurotoxine, de conotoxine TVIIA, onttrokken aan de Conus tulipa, een visetende zeeslak. In 2001 werd een ander peptide, het zogenaamde contryphan-Vn, onttrokken aan het gif van een mediterrane slak.
Het onderzoek is daarna verschoven naar de Conus regius, een aanverwante zeeslak uit de Caraïbische Zee. Het gif hiervan lijkt het potentieel te hebben chronische pijn te voorkomen en zou in dat opzicht een therapie mogelijk maken voor patiënten die geen opties meer hebben. In 2017 is het onderzoek in de fase van preklinische testen om de veiligheid en effectiviteit van een dergelijk medicijn te bekijken.

### Mucus van Achatina fulica
Uit Indiaans in-vitro onderzoek blijkt dat het slijm van de Achatina fulica potentieel heeft als nieuw biomateriaal voor de vervaardiging van zilverbionanocomposiet. Voorlopige in-vitro tests tonen dat dit materiaal baarmoederkankercellen neutraliseert. Het biedt hiermee nieuwe mogelijkheden in de ontwikkeling van medicijnen gebaseerd op hybride organisch-inorganische nanomaterialen.
Dit materiaal toont ook betere antimicrobiële eigenschappen tegen ziekteverwekkende bacteriën, zoals pseudomonas aeruginosa, die infecties veroorzaakt in urinewegen, ademhalingssysteem, darmstelsel en brandwonden en dat bovendien immuun is tegen de meeste antibiotica.

### Overig onderzoek en ontwikkeling
Nanotechnologie lijkt potentieel te hebben in toekomstige toepassingen van producten op basis van slakkenslijm. Het is vergelijkbaar met de nanotechnologie gebruikt voor praktische toepassingen van propolis van de bij. Hieronder valt het voorgenoemde onderzoek naar chirurgische lijm.

## Toepassingen

### Huidcrèmes en lotions
Concentraties van (heilzame) stoffen in slakkenslijm variëren per slakkensoort en met het dieet en type en duur van stimuli. Het is om die reden moeilijk om slakkenslijm met stabiele waarden te onttrekken en zijn de precieze bronnen van de heilzame werking van slakkenslijm onduidelijk. Desondanks lukt het producenten om effectieve cosmetische producten te vervaardigen uit slakkenslijm.
Het is vooral het slakkenslijm van de segrijnslak die in de belangstelling van de cosmetische sector staat. Deze slak produceert een afscheiding dat rijk is aan eiwitten van hyaluronzuur met hoog en laag molecuulgewicht en antioxidanten. De afscheiding van de slak heeft vermoedelijk een dubbel effect op de menselijke huid: het stimuleert de vorming van collageen, elastine en dermale componenten die de tekenen van fotoveroudering herstellen, en het minimaliseert de gegenereerde schade door vrije radicalen die verantwoordelijk zijn voor vroegtijdige huidveroudering. Hydratatie en reparatie zijn de sleuteleigenschappen in cosmetische toepassingen van huidverzorging (huidcrèmes, bodylotions, aftershaves voor anti-veroudering en hydratatie).

### Huidtherapie

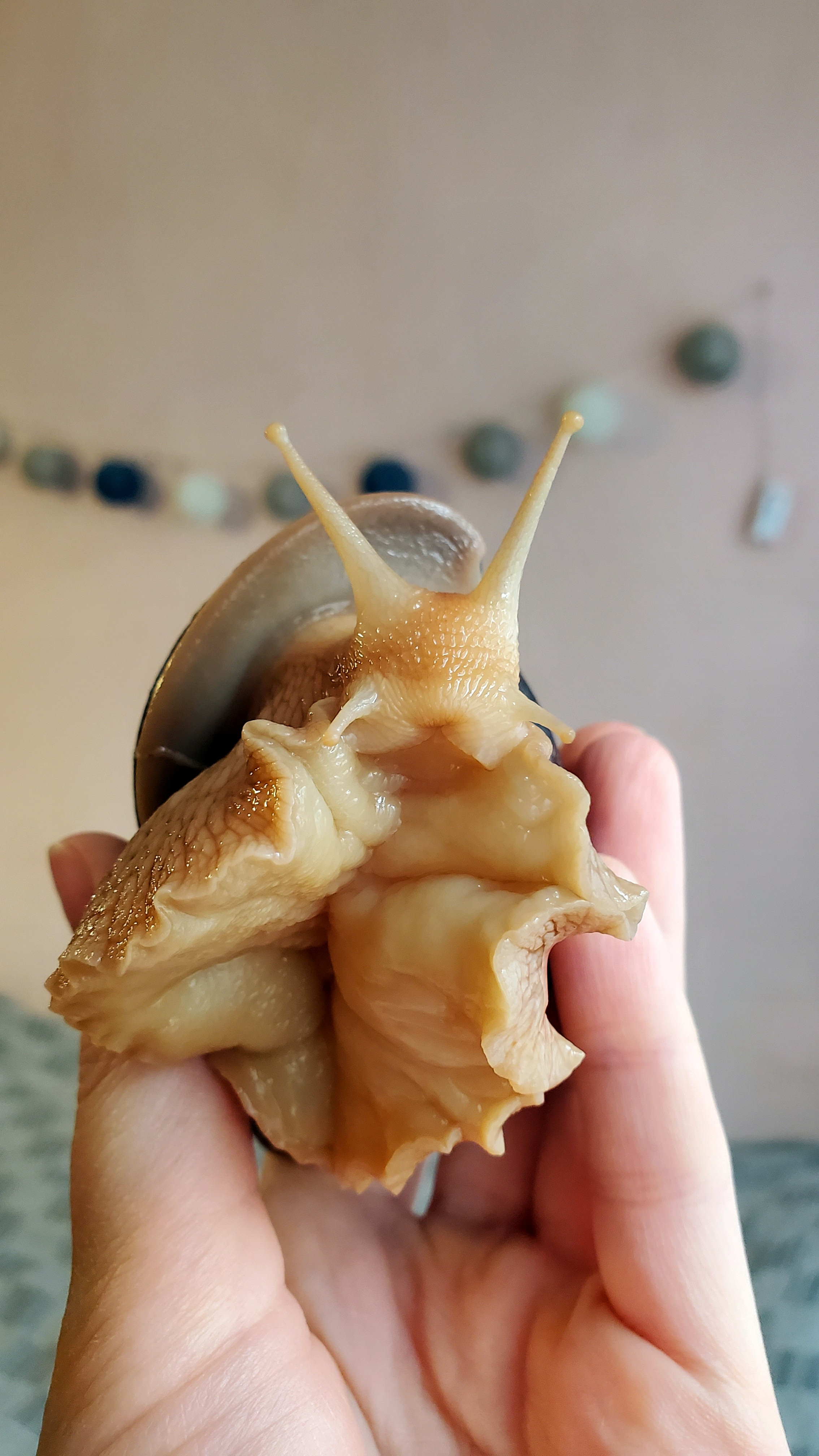
Een agaatslak klaar voor een huidtherapieseance

In cosmetische behandelingscentra en spa's in met name in Japan, Zuid-Korea, Rusland, het VK en Thailand worden gedurende therapeutische seances tuinslakken en Afrikaanse reuzenslakken losgelaten op het lichaam in het algemeen en in het gezicht in het bijzonder. Onder de helende eigenschappen van met name de Achatina Fulica behoren regeneratie van de huid en bescherming tegen rimpels en oneffenheden.
De slakken die voor deze therapieën gebruikt worden, worden gehouden onder gecontroleerde omstandigheden met schoon water en biologisch voedsel, om hoge slijmkwaliteit te garanderen. In New York is een therapeutische behandeling waarin het effect van een gezichtsmasker wordt geoptimaliseerd door het filtraat van slakkenslijm en hyaluronzuur met micro-naaldjes in de huid te brengen.

### Gezichtsmaskers
Gezichtsmaskers op basis van slakkenslijmextract zijn op de markt beschikbaar voor toepassing thuis.

### Hoestdrankjes
Hoestdrankjes of -siroop op basis van slakkenslijm is een eeuwenoud en effectief recept tegen hoest en keelpijn. De siroop heeft (natuurlijke) antibiotische, antibacteriële en ontstekingsremmende eigenschappen, en het is een mix van proteïne en glycolische zuren, wat wil zeggen dat het herstellende eigenschappen heeft. Het is verkrijgbaar als natuurlijk product en vormt dus een alternatief voor patiënten die liever geen conventionele medicijnen gebruiken.

### Huidbehandelingen
Huidcrèmes op basis van slakkenslijm hebben helende, verzachtende en anti-verouderingseffecten: het draagt bij aan het herstel van beschadigde weefsels en het op peil houden van hydratatie. Om die reden wordt het dus met succes in de cosmetische sector gebruikt.
Maar ook in de geneeskundige sector is het succesvol: bij de behandeling van brandwonden met crèmes op basis van het extract van de segrijnslak sluiten de wonden 25% sneller, verdwijnen littekens 20% sneller, en vermindert de pijn dat gepaard gaat met brandwonden eveneens zichtbaar sneller dan bij conventionele brandwondencrème. Het extract van de segrijnslak is derhalve een natuurlijke, veilige, en effectieve behandeling voor open brandwonden.
Wratten verdwijnen en het huid is gezond na een periodieke behandeling met puur slijm van de Arion ater, de zwarte wegslak.

### Oncologisch onderzoek
Helix pomatia Agglutinine, ofwel HpA, is een verbinding die geïsoleerd wordt uit het lichaamsvocht van de wijngaardslak. Deze agglutinine wordt gebruikt in oncologisch onderzoek naar uitzaaiing van kwaadaardige cellen bij borst-, slokdarm-, maag-, prostaat- en darmkanker. HpA dient hierbij als prognostische indicator. Omdat HpA-gerelateerde glycoproteïnen een indicatie zijn van metastase van kankers, duidt HpA-fixatie op histologische preparaten van weefsels met genoemde kankervormen op negatieve prognose.